# Steffensminne
Steffensminne is een plaats in de gemeente Karlstad in het landschap Värmland en de provincie Värmlands län in Zweden. De plaats heeft 73 inwoners (2005) en een oppervlakte van 11 hectare.